# Džaldžulja
Džaldžulja (hebrejsky גַ'לְג'וּלְיָה, arabsky جلجولية, v oficiálním přepisu do angličtiny Jaljulye, přepisováno též Jaljulia) je místní rada (malé město) v Izraeli, v  Centrálním distriktu.

## Geografie
Město leží v nadmořské výšce 43 metrů na východním okraji pobřežní nížiny (Šaronská planina), nedaleko úpatí pahorků v předpolí Samařska, cca 20 kilometrů severovýchodně od centra Tel Avivu (nedaleko severovýchodního okraje jeho souvislé aglomerace) a cca 22 kilometrů jihovýchodně od Netanje. Město je situováno 2 kilometry od Zelené linie, která odděluje Izrael v jeho mezinárodně uznávaných hranicích od území Západního břehu Jordánu. Je obklopeno zemědělsky obhospodařovanou krajinou. Jižně od obce protéká vádí Nachal Kana.
Džaldžulja leží v oblasti nazývané Trojúhelník, obývané izraelskými Araby. 3 kilometry severovýchodně odtud navíc na Západním břehu jordánu leží palestinské arabské město Kalkílija. Osídlení na jižní, západní a východní straně je převážně židovské (zejména město Kfar Saba 4 kilometry západně odtud). 5 kilometrů jihovýchodním směrem leží město Kafr Kasim obývané izraelskými Araby.
Město je na dopravní síť napojeno pomocí místní silnice číslo 444. Na východním okraji míjí obec nová dálnice číslo 6 (takzvaná Transizraelská dálnice), která se jižně od města kříží s novou dálnicí číslo 531.

## Dějiny

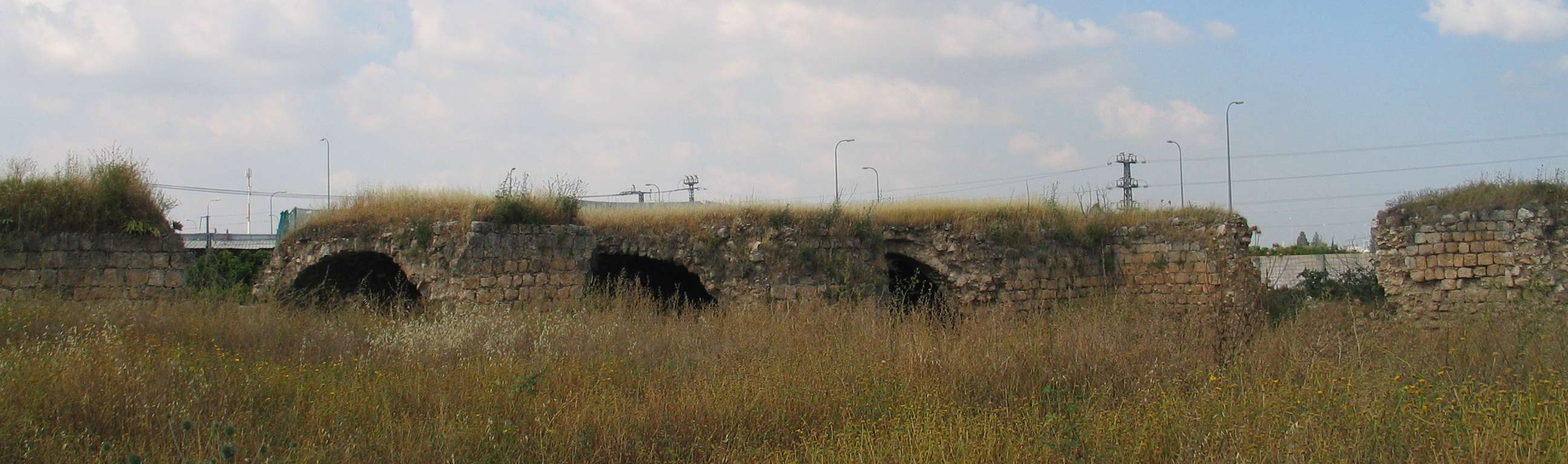
Mamlúcká karavansaraj v Džaldžulji

Džaldžulja patrně navazuje na starověké židovské sídlo Gilgál zmiňované v biblické Knize Jozue 12,23 Ve středověku zde vyrostl za vlády mamlúků chán neboli karavansaraj – tedy hostinec pro obchodní karavany, dodnes dochovaný a zobrazený i v městském znaku. V roce 1949 se po podepsání dohod o příměří, které ukončily první arabsko-izraelskou válku stala tato vesnice součástí státu Izrael, přičemž ale místní arabská populace byla zachována.
Roku 1954 byla dosavadní vesnice povýšena na místní radu (malé město). Podle jiného zdroje došlo k získání statutu místní rady až roku 1957.

## Demografie
Džaldžulja je město s ryze arabskou populací. V roce 2005 tvořili 100 % obyvatelstva arabští muslimové. Jde o středně velké sídlo městského typu s trvalým růstem, který se mimořádně zrychlil během 20. století a proměnil původní vesnici v obec s několika tisíci obyvateli.
K 31. prosinci 2017 zde žilo 9800 lidí.
| Rok            | 1922 | 1931 | 1955  | 1961  | 1972  | 1983  | 1995  | 1998  | 1999  | 2000  |
| -------------- | ---- | ---- | ----- | ----- | ----- | ----- | ----- | ----- | ----- | ----- |
| Počet obyvatel | 123  | 260  | 1 100 | 1 422 | 2 363 | 3 293 | 4 118 | 5 900 | 6 200 | 6 400 |

* údaje za roky 1955, 1998, 1999 a 2000 zaokrouhleny na stovky
| Rok            | 2001  | 2003  | 2004  | 2005  | 2006  | 2007  | 2008  | 2009  | 2010  | 2011  | 2012  | 2013  | 2014  | 2015  | 2016  | 2017  |
| -------------- | ----- | ----- | ----- | ----- | ----- | ----- | ----- | ----- | ----- | ----- | ----- | ----- | ----- | ----- | ----- | ----- |
| Počet obyvatel | 6 640 | 7 112 | 7 348 | 7 562 | 7 797 | 8 032 | 8 256 | 8 513 | 8 700 | 8 700 | 8 900 | 9 100 | 9 200 | 9 400 | 9 600 | 9 800 |

* údaje po roce 2010 zaokrouhleny na stovky